# Julio Holguín Arboleda
Julio Holguín Arboleda (Bogotá, 7 de febrero de 1885 - Bogotá, 26 de agosto de 1962) fue un escritor, historiador y cronista colombiano, miembro del Partido Conservador Colombiano.ˈ 
Holguín perteneció al senado de Colombia a nombre del conservatismo. También fue escritor, enfocándose en la crítica política y la historia contemporánea de su país. Era uno de los hijos del expresidente Jorge Holguín Mallarino.

## Obras
- Mucho en serio y algo en broma (1959).
- 21 años de vida colombiana: Historia, política y literatura (1967).